# Deltadelfin
Deltadelfin eller puckeldelfin (Sousa chinensis) är en delfinart som lever längs med de asiatiska kusterna i Sydostasien, från Sydafrika till Australien.
En vuxen deltadelfin kan väga 150 till 280 kilogram och bli ungefär 180 – 300 centimeter lång. En nyfödd kalv är cirka en meter när den föds. Den maximala längden för honor är 240 cm och för hannar 320 cm.
Deltadelfinen är unik, för att en vuxen delfin är rosa. Den rosa färgen är inte ett pigment, utan det är istället blodkärl som finns alldeles under huden. Blodkärlen gör att delfinen inte blir överhettad om den blir utsatt för stark sol. De ändrar färg ju äldre de blir.
- En nyfödd kalv är helt svart.
- En äldre kalv har blivit grå.
- En ”tonåring” är grårosa med fläckar.
- Ett vuxet djur är vitrosa.

Den äldsta deltadelfin man känner till lever i Hongkong och är ungefär 33 år gammal, men de kan bli ungefär 40 år. Forskare har upptäckt att man kan avgöra en delfins ålder genom att undersöka en skiva av deras tänder. 
Arten vistas främst i kustens närhet och iakttas sällan i regioner med mer än 20 meter vattendjup. Den hittas även i floder som Yangtze, men stannar vanligen i närheten av mynningen.
Deltadelfiner är sociala djur som lever i små flockar med tre eller fyra delfiner. Ibland syns arten tillsammans med öresvin, asiatisk tumlare eller andra valarter. Honorna blir könsmogna när de är ungefär 10 år och hanarna blir könsmogna lite senare vid 13 år. Efter att varit dräktig i 11 månader föder honan vanligen en kalv. En vuxen hona föder en kalv vart tredje år.
Eftersom deltadelfiner inte gärna flyttar sig ifrån sitt revir blir städernas föroreningar ett stort hot mot dem. Sjötrafik, överfiske och gifter är andra hot. Man har undersökt döda deltadelfiner och konstaterat att de har stora mängder med olika tungmetaller, polyklorerade bifenyler och DDT. Eftersom de är i toppen av näringskedjan är de hårt utsatta. Deltadelfin jagas ibland för köttets skull men jakten har ingen kommersiell status. Hotet utgörs av fiskenät där delfinen fastnar och drunknar, oljud från fartygsmotorer, fartygspropeller som sårar delfinen samt omvandling av mangrove till odlingsmark och avloppsvatten som hamnar i havet.